# 1562
Het jaar 1562 is het 62e jaar in de 16e eeuw volgens de christelijke jaartelling.

## Gebeurtenissen
januari
- 17 - De regent Catharina de' Medici vaardigt het Edict van Saint-Germain uit, waarin  Frankrijk de hugenoten voor het eerst erkent. Ze mogen 's zondags buiten de stadsmuren kerkdiensten houden.

maart
- 1 - Het Bloedbad van Wassy vindt plaats als een groep katholieken onder leiding van Frans van Guise het vuur opent op een protestantse kerkdienst. Daarbij worden 1000 hugenoten gedood.

april
- 30 - Een groep hugenoten onder kapitein Jean Ribault arriveert in Florida.
- april - De inquisitie te Sevilla verbrandt ritueel een afbeelding van de Spaanse bijbelvertaler Casiodoro de Reina. Hij wordt tot ketter verklaard en zijn boeken worden op de Index geplaatst.

juli
- 12 - Op het kerkhof van Boeschepe in het Vlaamse Westkwartier wordt de eerste hagenpreek gehouden.
- 25 - Abt Niikita Minin wordt patriarch van de Russisch-Orthodoxe Kerk.

september
- 20 - Engelse troepen onder aanvoering van graaf Dudley van Warwick, landen in Le Havre om de hugenoten bij te staan.

oktober
- 5 -  Met een openbare processie van het gezegend sacrament en een preek door François Richardot, bisschop van Atrecht, vindt de officiële opening plaats van de Universiteit van Dowaai, na Leuven de tweede in de Nederlanden.

zonder datum
- Koning Filips II van Spanje, heer van Bredevoort, geeft de heerlijkheid Bredevoort in pand aan Diederik van Bronckhorst-Batenburg in Anholt.
- Eerste druk van het Martelaarsboek "Het Offer des Heren", met getuigenissen over de vervolging van de Wederdopers sinds 1530.

## Bouwkunst

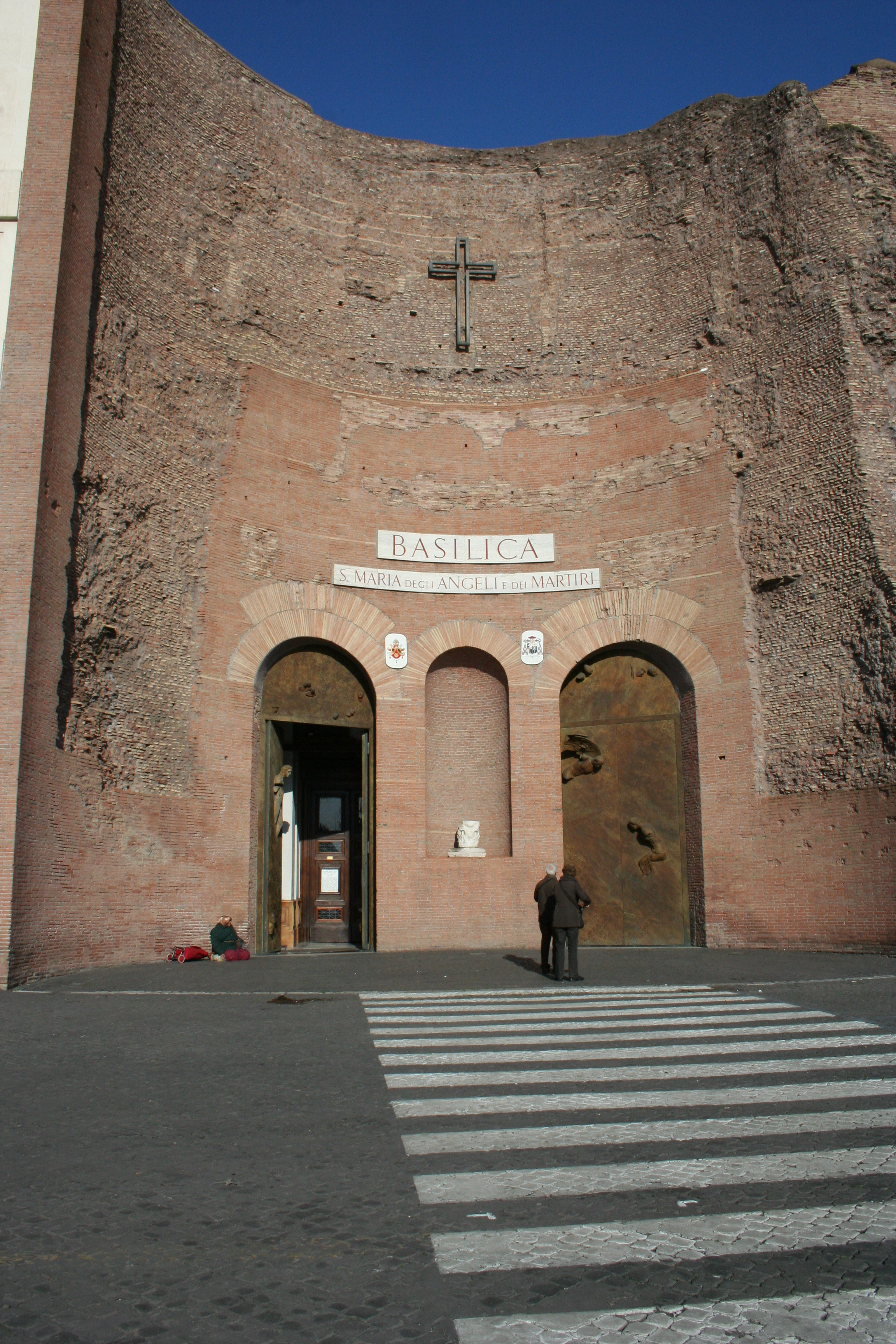
Santa Maria degli Angeli, Rome

## Geboren
mei
- 28 - Carlo Barberini, graaf van Monterotondo, luitenant-generaal van het Pauselijke leger
- Jan Pieterszoon Sweelinck, Nederlands componist en organist

juni
- 16 - Wolraad III van Waldeck-Eisenberg, Duits graaf en militair (overleden 1587)

november
- 25 - Lope de Vega (schrijver), Spaans dichter

datum onbekend
- John Bull, Engels componist (overleden 1628)
- Cornelis Cornelisz van Haarlem, Nederlands kunstschilder

## Overleden
december
- 6 - Jan van Scorel, Nederlandse kunstschilder
- 7 - Adriaan Willaert (~72), Vlaams componist, dirigent, muziekleraar en kapelmeester

datum onbekend
- Götz von Berlichingen